# Yorkshire and the Humber
Yorkshire and the Humber – jeden z dziewięciu regionów Anglii, w jej północno-wschodniej części, obejmujący zasadniczą część historycznego hrabstwa Yorkshire oraz obszar wokół estuarium Humber. Zajmuje powierzchnię 15 408 km² (12% terytorium Anglii). W 2021 roku zamieszkany był przez 5 481 400 osób (9,7% ludności Anglii).
Największe miasta regionu to Sheffield (liczba mieszkańców w 2011 r. – 518 090), Leeds (474 632), Bradford (349 561), Kingston upon Hull (284 321), Huddersfield (162 949), York (152 841), Doncaster (109 805) i Rotherham (109 961).
Najwyższe wzniesienie regionu to Whernside (737 m n.p.m.) na terenie Yorkshire Dales. Największe jezioro to Hornsea Mere (1,9 km²), leżące w East Riding of Yorkshire.

## Podział terytorialny
Region Yorkshire and the Humber obejmuje trzy hrabstwa ceremonialne w całości, a dwa częściowo. Podzielony jest na 8 jednostek administracyjnych niższego rzędu: 2 hrabstwa metropolitalne i 6 jednostek typu unitary authority.

Podział administracyjny regionu Yorkshire and the Humber (legenda: patrz tabela obok)

| Nr na mapie | Hrabstwo ceremonialne    | Hrabstwo metropolitalne              | Dystrykt metropolitalny              |
| Nr na mapie | Hrabstwo ceremonialne    | lub jednostka typu unitary authority | lub jednostka typu unitary authority |
| ----------- | ------------------------ | ------------------------------------ | ------------------------------------ |
| 1a          | South Yorkshire          | South Yorkshire                      | Sheffield                            |
| 1b          | South Yorkshire          | South Yorkshire                      | Rotherham                            |
| 1c          | South Yorkshire          | South Yorkshire                      | Barnsley                             |
| 1d          | South Yorkshire          | South Yorkshire                      | Doncaster                            |
| 2a          | West Yorkshire           | West Yorkshire                       | Wakefield                            |
| 2b          | West Yorkshire           | West Yorkshire                       | Kirklees                             |
| 2c          | West Yorkshire           | West Yorkshire                       | Calderdale                           |
| 2d          | West Yorkshire           | West Yorkshire                       | Bradford                             |
| 2e          | West Yorkshire           | West Yorkshire                       | Leeds                                |
| 3           | North Yorkshire (część)  | North Yorkshire                      | North Yorkshire                      |
| 4           | North Yorkshire (część)  | York                                 | York                                 |
| 5           | East Riding of Yorkshire | East Riding of Yorkshire             | East Riding of Yorkshire             |
| 6           | East Riding of Yorkshire | Kingston upon Hull                   | Kingston upon Hull                   |
| 7           | Lincolnshire (część)     | North Lincolnshire                   | North Lincolnshire                   |
| 8           | Lincolnshire (część)     | North East Lincolnshire              | North East Lincolnshire              |